# Michele Luongo
Michele Luongo (Genova, 10 febbraio 1986) è un pallanuotista italiano, attaccante della Rari Nantes Salerno, fratello maggiore del pallanuotista Stefano Luongo.